# Virgin Mobile
Virgin Mobile är ett varumärke som används av många leverantörer av mobiltelefoni. Bolaget är baserad i Storbritannien och verksamhet finns i Indien, Australien, Kanada, Sydafrika, USA och Frankrike, varumärket fanns även en kort tid i Singapore. Förutom det internationella Virgin Mobile företaget finns även en fungerande självständig enhet i varje land som bolaget är verksam, vanligen i ett partnerskap mellan Sir Richard Bransons Virgin Group och ett befintligt telebolaget. Virgin Group tillhandahåller varumärket, och telefonenföretag driver nätinfrastruktur.
Virgin Mobile var världens första virtuella mobilnätoperatör när det lanserades i Storbritannien 1999. Virgin Mobile använder T-Mobiles nätverk i Storbritannien.